# Roswell (New Mexico)
Roswell is een plaats in de Amerikaanse staat New Mexico. In 2000 telde de stad 45.293 inwoners.
Roswell geniet internationaal vooral bekendheid vanwege het zogenaamde Roswellincident in juli 1947, waarbij vlak bij de plaats volgens velen een buitenaards ruimteschip is neergestort. De discussie daarover houdt tot op de dag van vandaag wereldwijd aan.
Roswell heeft economisch veel baat ondervonden van de interesse in het veronderstelde ufo-incident en de zakenwereld tracht bewust op deze trend in te spelen door toeristen en ufologen van over heel de wereld aan te trekken die gefascineerd zijn door het gerapporteerde bezoek van ufo's.

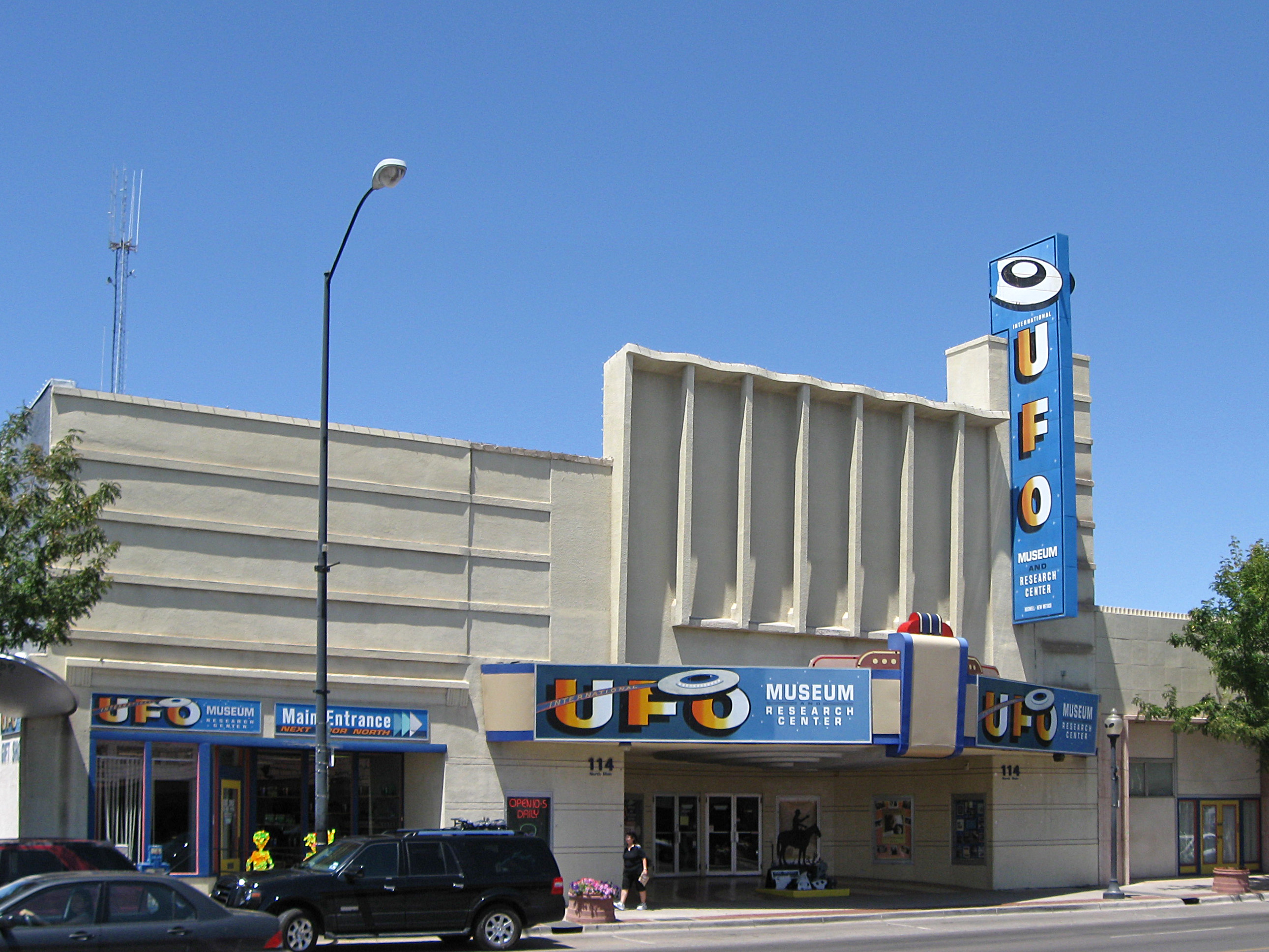
Internationaal ufomuseum en onderzoekscentrum

## Geboren in Roswell
- Pat Garrett (1850-1908), sheriff
- John Denver (1943-1997), countryzanger
- Demi Moore (1962), actrice

## Plaatsen in de nabije omgeving
De onderstaande figuur toont nabijgelegen plaatsen in een straal van 64 km rond Roswell.